# Dichrostachys scottiana
Dichrostachys scottiana är en ärtväxtart som först beskrevs av Emmanuel Drake del Castillo, och fick sitt nu gällande namn av Villiers. Dichrostachys scottiana ingår i släktet Dichrostachys och familjen ärtväxter. Inga underarter finns listade i Catalogue of Life.